# Bildungsverein Soziales Lernen und Kommunikation

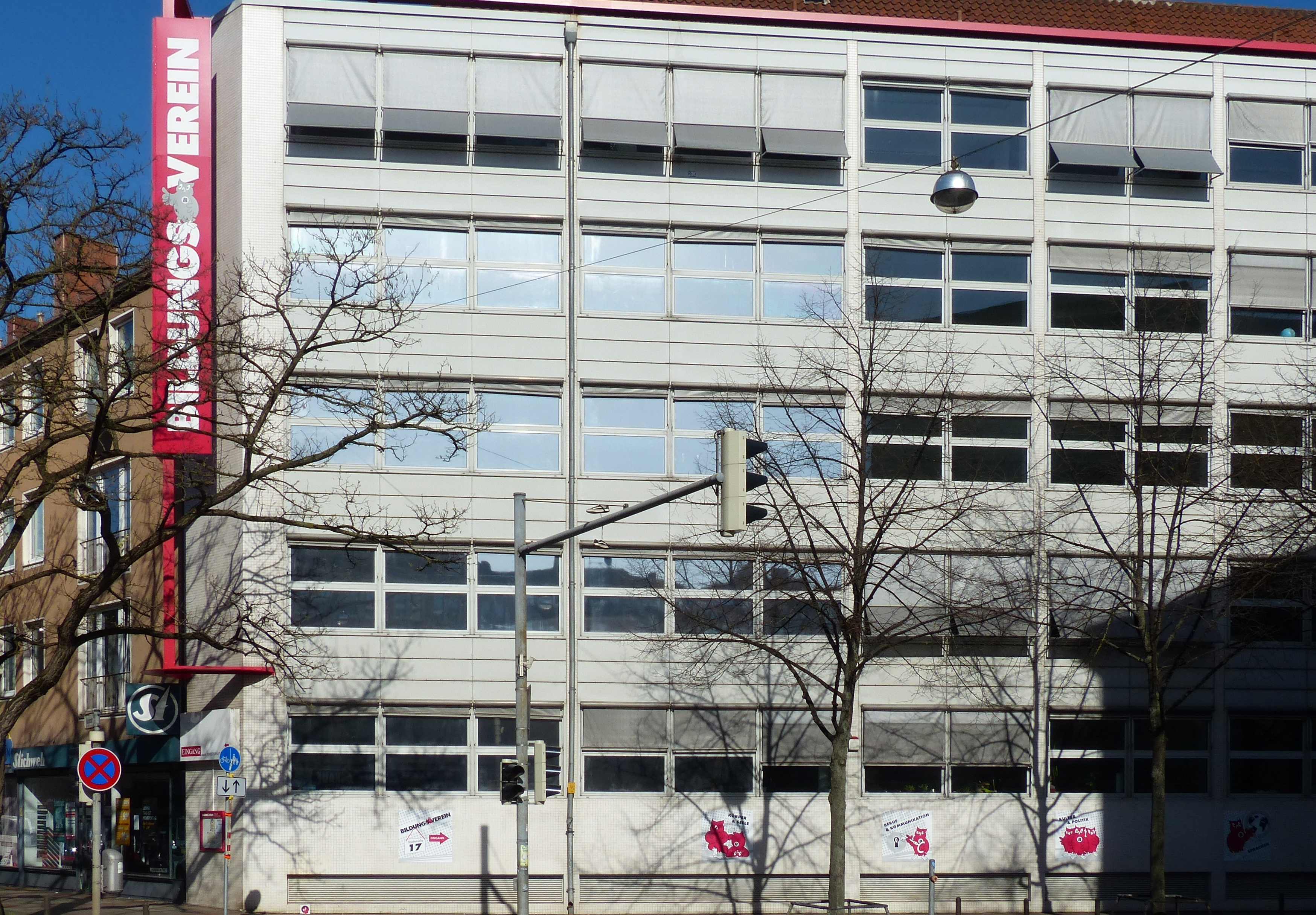
Hauptsitz des Bildungsvereins in Hannover in der Südstadt

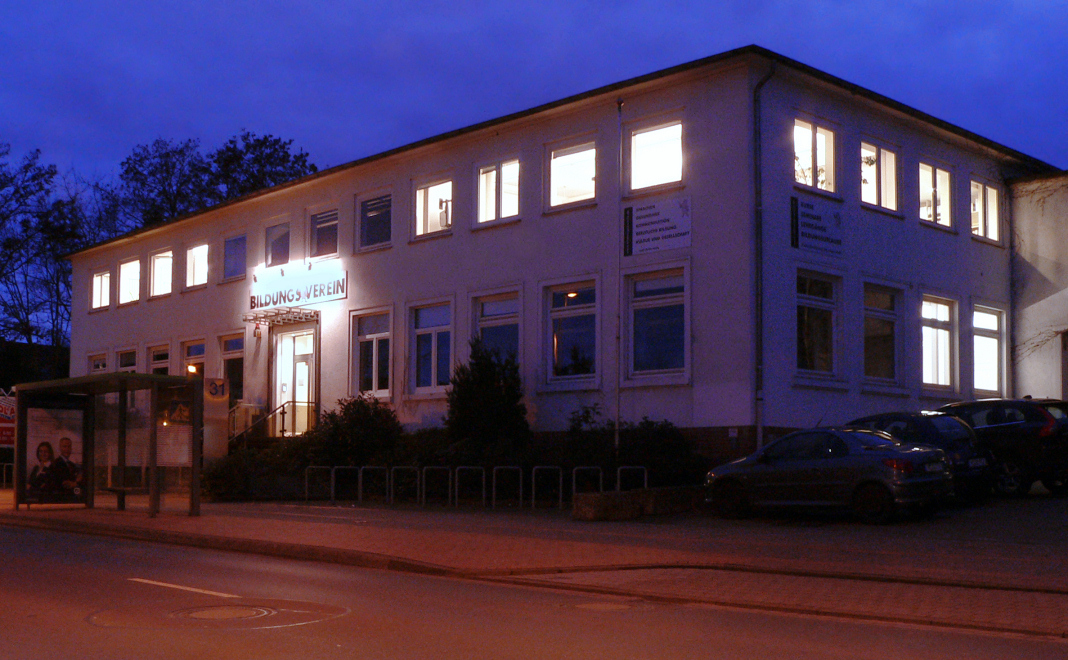
Lernort im Stadtteil List

Der Bildungsverein Soziales Lernen und Kommunikation e. V. ist eine gemeinnützige Einrichtung der Erwachsenenbildung in Hannover. An den drei Lernorten in den Stadtteilen Südstadt, List und Linden-Nord bietet er pro Jahr über 1200 Kurse, Seminare, Bildungsurlaube und Arbeitskreise an.
Die Hauptgeschäftsstelle der in Hannover auch kurz „Bildungsverein“ genannten Einrichtung war 33 Jahre lang die Villa Köhler im Stadtteil Oststadt. Seit 2020 hat der Bildungsverein seinen Hauptsitz im Stadtteil Südstadt in einem Gebäude, das bis 1992 Geschäftsstelle der NILEG war.

## Geschichte
Der nach eigenen Angaben parteipolitisch, religiös und weltanschaulich unabhängige Verein entstand aus der soziokulturellen „Szene“ der 1970er und 1980er Jahre, die durch Schlagworte wie „Kultur für alle“, „Kultur von allen“, und „Kulturarbeit ist Politik“ geprägt war. Aus dem Kontext des selbstverwalteten Kulturzentrums Pavillons heraus und mit teilweise den gleichen Initiatoren entstand 1981 der heutige Verein. Die Kombination von Entwicklungsgeschichte, Trägerschaft, Organisationsstruktur, Angebotsvielfalt und Arbeitsumfang macht den Bildungsverein deutschlandweit einmalig. Heute ist der Bildungsverein eine der größten Volkshochschulen in Niedersachsen.

## Zielsetzung und Rechtsstellung
Angelehnt an § 1 Niedersächsisches Erwachsenenbildungsgesetz besteht für den Verein folgende Definition für Erwachsenenbildung:

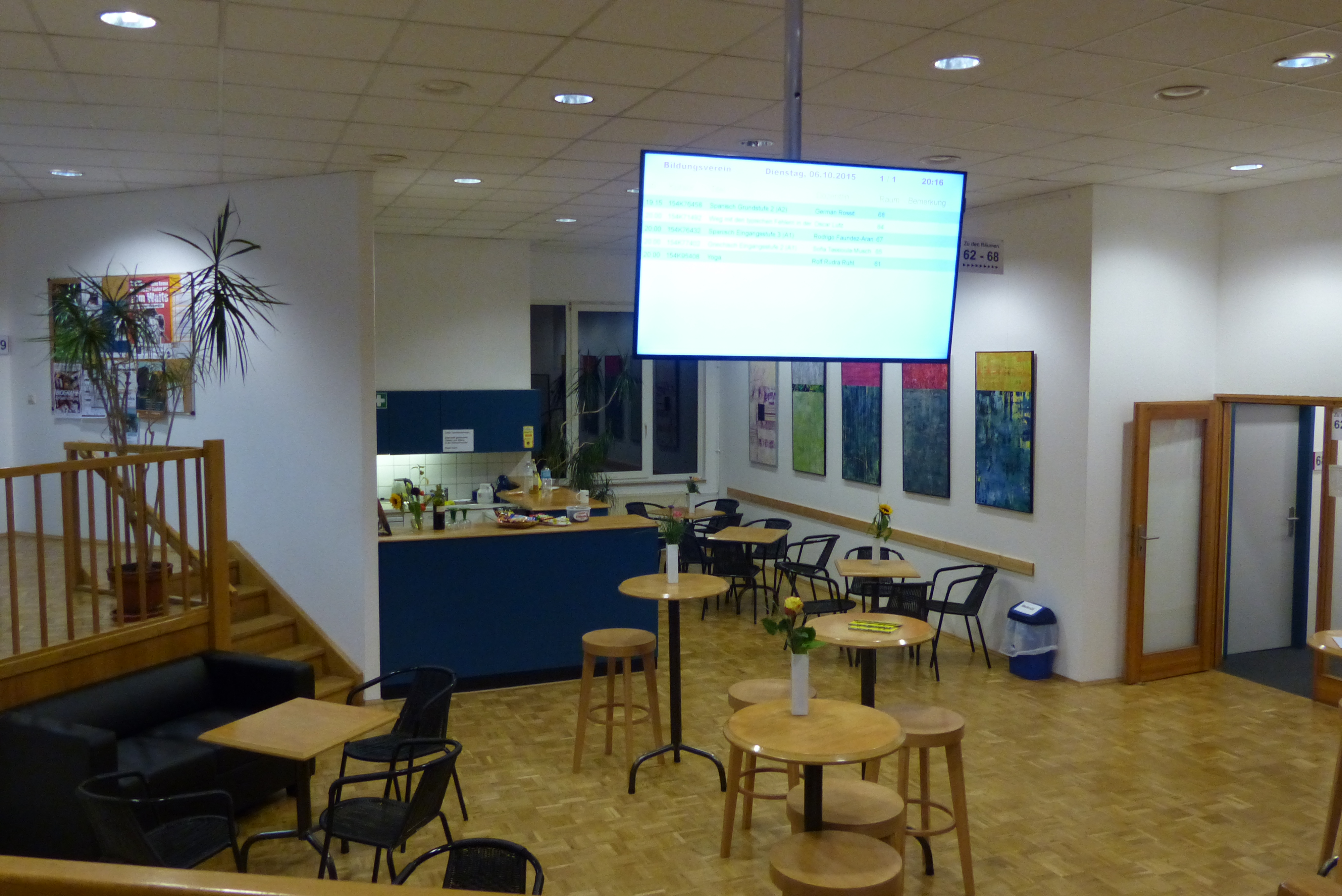
Foyer im Lernort Linden, Viktoriastr. 1

„Die Erwachsenenbildung ist ein eigenständiger, gleichberechtigter Teil des Bildungswesens und umfasst die allgemeine, politische, kulturelle und berufliche Bildung. Den Inhalt der Erwachsenenbildung bestimmen die Bildungsbedürfnisse der Erwachsenen. Die Erwachsenenbildung soll alle Menschen, unabhängig von ihrem Geschlecht und Alter, ihrer Bildung, sozialen und beruflichen Stellung, ihrer politischen und weltanschaulichen Orientierung und ihrer Nationalität, die Chance bieten, sich für die freie Entfaltung der Persönlichkeit und die Mitgestaltung der Gesellschaft erforderlichen Kenntnisse, Fähigkeiten und Fertigkeiten anzueignen.“
Der Verein ist seit 1. Januar 1985 als finanzhilfeberechtigte örtliche Einrichtung der Erwachsenenbildung gemäß § 3 niedersächsisches Erwachsenenbildungsgesetz anerkannt. In Niedersachsen gibt es derzeit 56 derartige meist von Kommunen oder Landkreisen getragene Einrichtungen, davon führen 55 den Namen „Volkshochschule“.

## Organisationsstruktur
In den ersten 36 Jahren führten die vier Gründer des Bildungsvereins die Einrichtung als Kollektiv. Seither hat eine Geschäftsführerin die pädagogische Leitung inne, wobei bestimmte Geschäftsführungsaufgaben und die pädagogischen Fachbereiche einzelnen Leitungen zugeordnet sind. Weitere pädagogische Mitarbeitende sind für verschiedene durch Drittmittel finanzierte Projekte verantwortlich. Über 280 Dozierende sind als freie Mitarbeitende tätig und erhalten Werkverträge für Kurse, Seminare oder Bildungsurlaube. Der Verein führt seine Veranstaltungen an drei Lernorten mit 43 Seminarräumen in Hannover durch.

## Konzeption
Neben den Bildungsinhalten werden die sozialen und kommunikativen Aspekte des Lernens für besonders wichtig erachtet. Die Bildungsangebote des Bildungsvereins schaffen Orte und Anlässe, an denen Menschen verschiedener Herkunft und Nationalität in einen persönlichen Kontakt treten. Der Bildungsverein versteht sich dabei als Orientierungsfeld in einer sich rasch verändernden Gesellschaft.

## Zugehörigkeiten
Der Verein ist Mitglied im Verein Niedersächsischer Bildungsinitiativen und im Landesverband der Volkshochschulen Niedersachsen. Er ist Geschäftsstelle der AG Stadtleben – Verein zur Erforschung und Diskussion des Verhältnisses von Stadt und Kultur e.V.